# Droga wojewódzka nr 767
Droga wojewódzka nr 767 (DW767) – droga wojewódzka w województwie świętokrzyskim o długości 14 km łącząca DW766 w Pińczowie z DW973 w Busku-Zdroju. Droga przebiega przez 2 powiaty: pińczowski i buski.

## Miejscowości leżące przy trasie DW767
- Pińczów
- Pasturka
- Bogucice Pierwsze
- Wełecz
- Busko-Zdrój